# 阿萊尼亞·馬基航空
阿萊尼亞·馬基航空（AAEM），曾是義大利芬梅卡尼卡集團旗下位於瓦雷澤上韦内戈诺的航太公司。2016年併入母公司芬梅卡尼卡（即後來的李奧納多）。

## 沿革
- 1912年11月，馬基兄弟股份有限公司（Società Anonima Fratelli Macchi）獲得法國紐波特（Nieuport）授權製造飛機[5]，後來馬基航空以此為創業起點[6]。
- 1913年5月，與紐波特合資的紐波特-馬基股份有限公司（Società Anonima Nieuport-Macchi）正式成立。
- 1924年，紐波特撤資，改名馬基航空工業－前紐波特馬基的義大利公司（Aeronautica Macchi - Anonima Italiana già Nieuport Macchi）。[6][7][8]
- 1935年，公司名稱簡為馬基航空工業（Aeronautica Macchi）[8][9]；縮寫「Aer. Macchi」[10][11]。
- 二戰後，1945年生產民用三輪車、1951年製造機車，品牌「Aermacchi」。
- 1960年，與美國哈雷摩托車合組「Aermacchi Harley-Davidson S.p.A.」公司輸出機車[12]，自此以「Aermacchi 」作商業名稱。
- 1972年，合資子公司出脫給哈雷摩托車，退出機車市場。
- 1981年，「Aeronautica Macchi S.p.A.」分割出子公司「Aermacchi S.p.A.」處理業務。[13][14]之後發展成「馬基航空工業集團」（Aeronautica Macchi Group）[15]。
- 2003年7月，「Aeronautica Macchi S.p.A.」被芬梅卡尼卡收購成為集團子公司；[16]同年10月，臨時股東會通過吸收合併「Aermacchi S.p.A.」並承繼其名稱。[17]

歷代標誌，依序從上到下、由左至右：
1. 紐波特-馬基
2. 二戰結束前馬基航空工業
3. 二戰結束後馬基航空工業
4. 馬基航空工業集團
5. 改組阿萊尼亞·馬基航空

- 2006年5月，納入芬梅卡尼卡集團子公司阿萊尼亞航空工業旗下，更名阿萊尼亞·馬基航空（Alenia Aermacchi）。[18]
- 2012年1月，阿萊尼亞航空吸收合併阿萊尼亞·馬基航空等子公司[19]，繼承其總部、社史及商號。[20]
- 2013年5月，公司百年慶。[21][22]
- 2016年1月1日，併入母公司芬梅卡尼卡成為底下航空器部門，公司法人消滅。[23]

## 旗下公司
- 阿萊尼亞·馬基航空北美公司（Alenia Aermacchi North America, Inc.）

## 代表產品

### 二戰
- MC.200戰鬥機
- MC.202戰鬥機
- MC.205戰鬥機

### 現今
- G.222運輸機
- MB-339教練機
- M-345教練機
- M-346教練機
- 無人機Sky-X
- 無人機Sky-Y

### 合作
- C-27J Spartan
- AMX International AMX
- ATR 42
- ATR 72
- 台风战斗机
- 歐洲無人機

## 外部連結
- 官方网站 （英文）（意大利文）
- 阿萊尼亞·馬基航空的X（前Twitter）
- YouTube上的阿萊尼亞·馬基航空頻道